# Bundesautobahn 7
Bundesautobahn 7 eller A7 er en motorvej i Tyskland der går fra Grenzübergang Ellund/Grænseovergang Frøslev (E45) til Füssen tæt på grænsen til Østrig.
I slutningen af 2008 blev  ført hele vejen til den tysk-østrigske grænse. Med 962,2 kilometer er det den længste motorvej i Tyskland.
 følger på nogle strækninger E43, E45 og E532.

## Historie
er en del af HaFraBa-projektet der blev planlagt i 1926.
 har erstattet , , ,  og  fra Kobbermølle (ty. Kupfermühle) til Hamborg,  fra Hamborg til Kassel og  fra Göttingen til Würzburg

## Weblinks
- Wikimedia Commons har flere filer relateret til Bundesautobahn 7